# Engelhörner
Les Engelhörner (littéralement : « cornes d'ange ») sont un chaînon montagneux d'environ quatre kilomètres de long s'étendant à l'extrémité nord-est des Alpes bernoises et comportant plusieurs sommets. La vallée de Reichenbach se situe au nord-ouest et la vallée d'Urbach au sud-est.
Les plus hauts sommets sont le Gstellihorn (2 855 m), le Grosse Engelhorn (2 782 m), l'Urbachsengelhorn (2 767 m) et la Hohjegiburg (2 639 m).
Les Engelhörner font partie des nappes helvétiques du massif de l'Aar et sont constituées pour la plupart de chaux calcaire claire. Seul le sommet du Gstellihorn est fait de granite et fait donc partie du massif de l'Aar au sens géologique.
Depuis 1951, les Engelhörner sont accessibles par le refuge Engelhorn de l'Academic Alpine Club Bern (AACB).

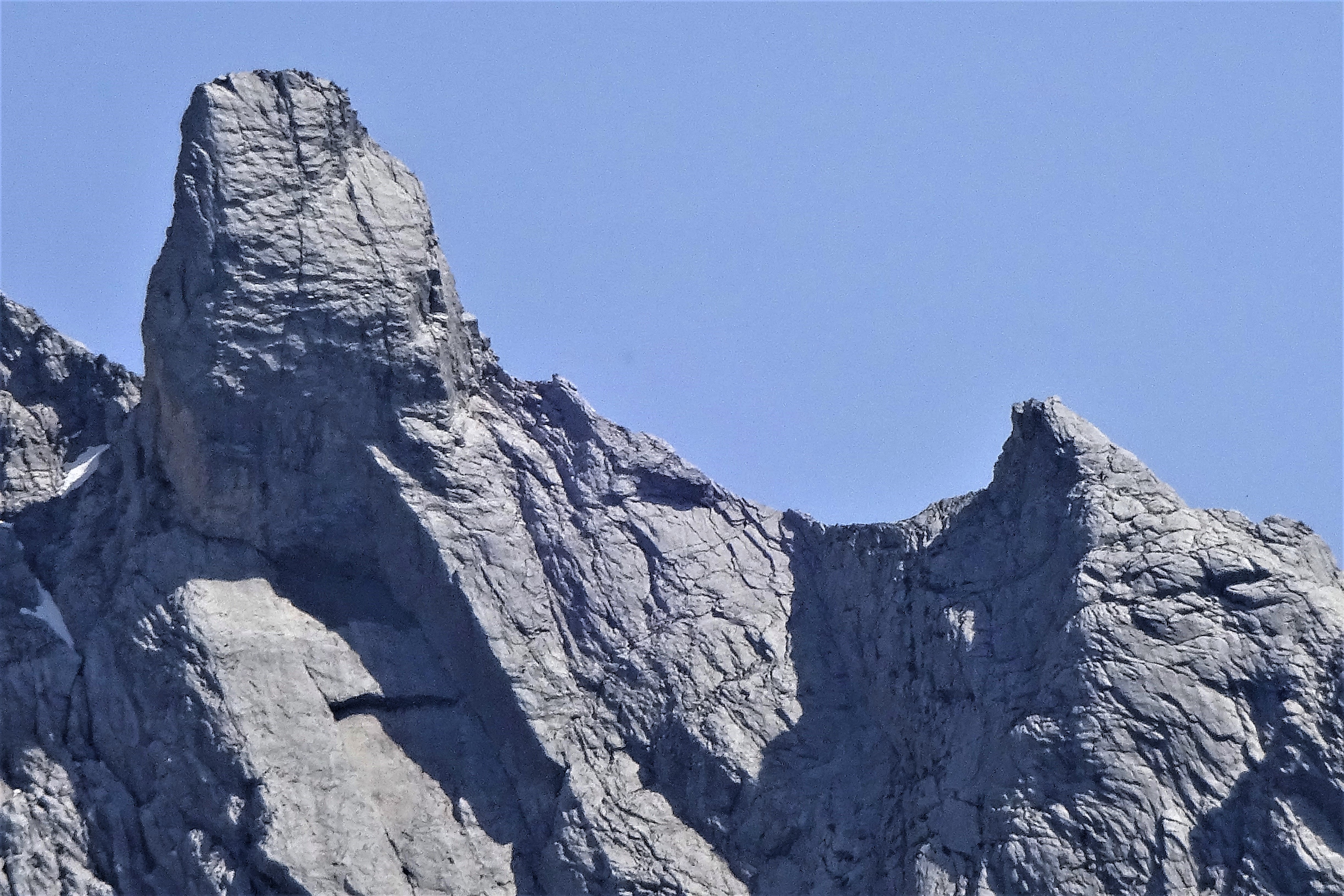
Gross et Klein Simelistock vus du nord : paroi nord (versant du Tenn).
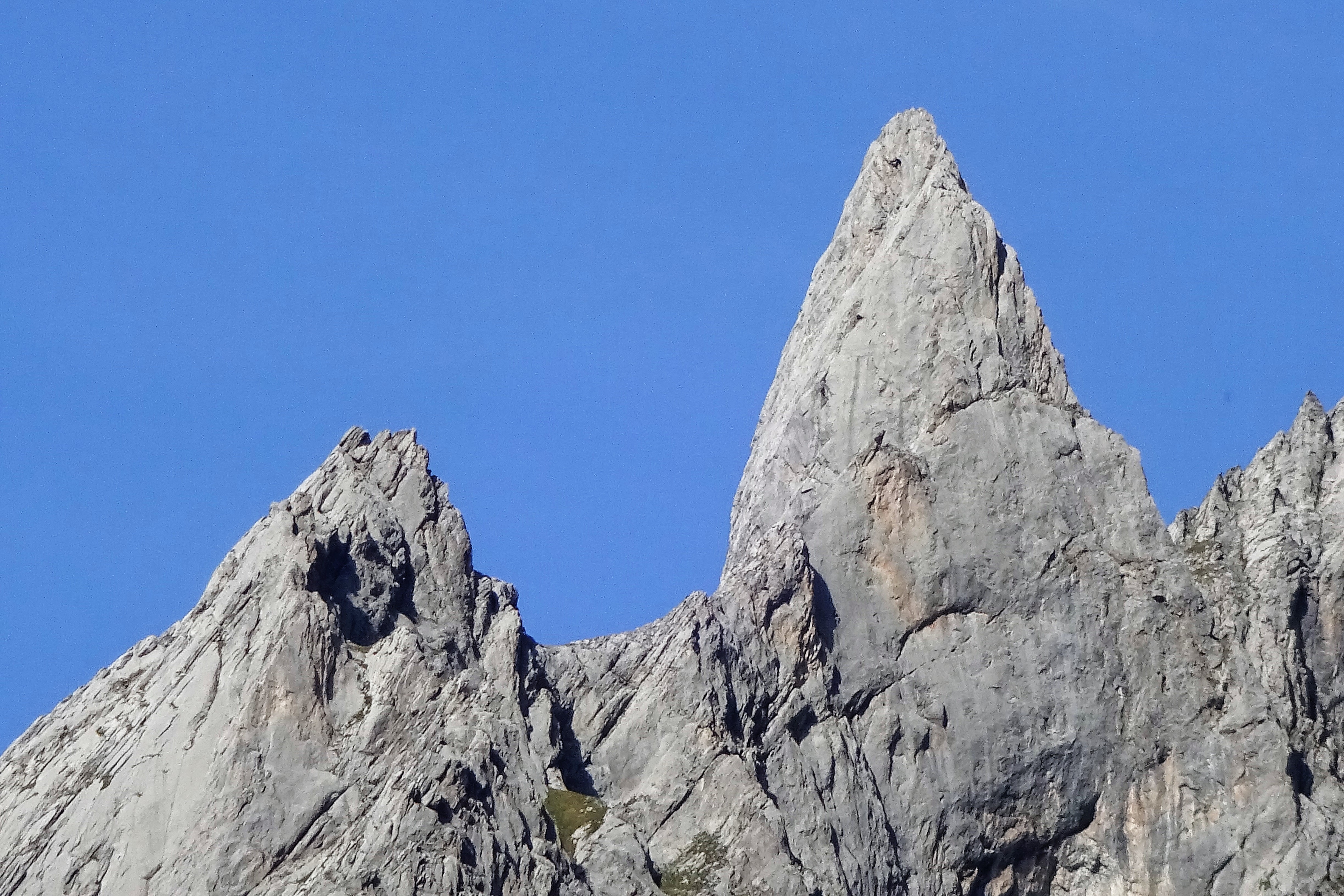
Klein et Gross Simelistock vus de l'ouest : paroi ouest (versant de l'Ochsental).
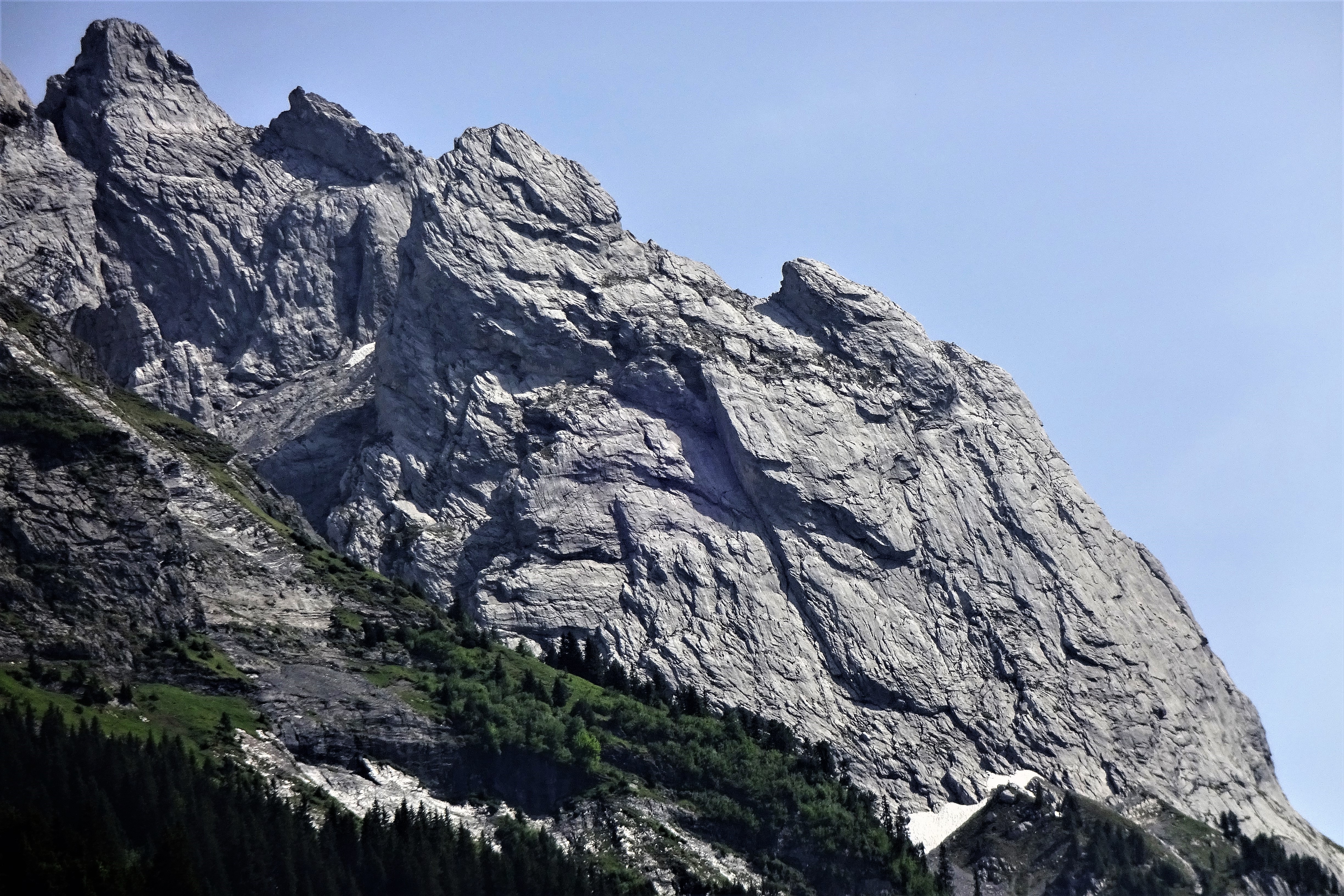
Crête occidentale – Sattelspitzen, Engelburg, Tannenspitze et Rosenlauistock vus du nord : paroi est (versant de l'Ochsental).
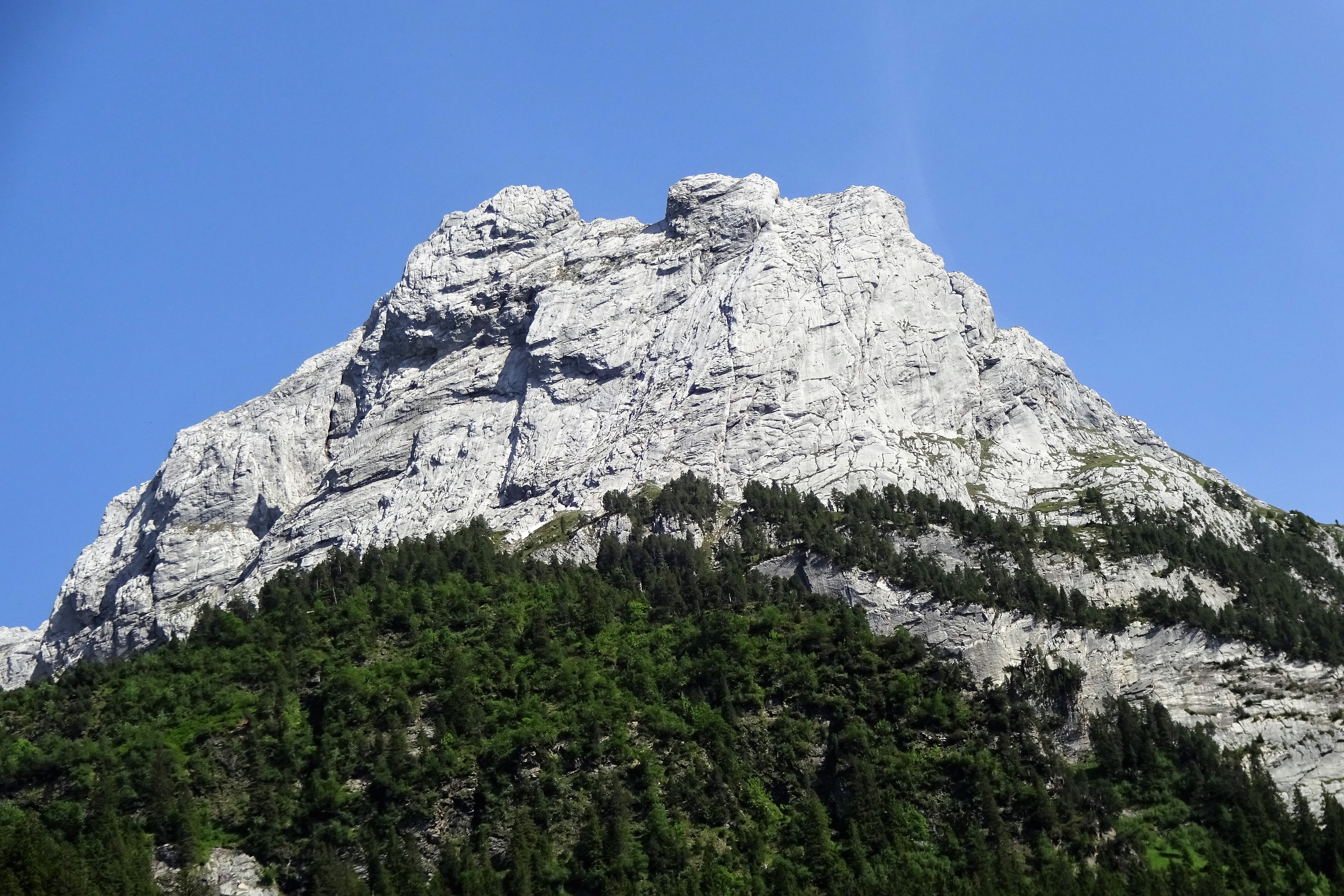
Crête occidentale – Tannenspitze (Grand Dièdre) et Rosenlauistock (arête ouest) vus du nord-ouest : paroi nord (versant de Rosenlaui).
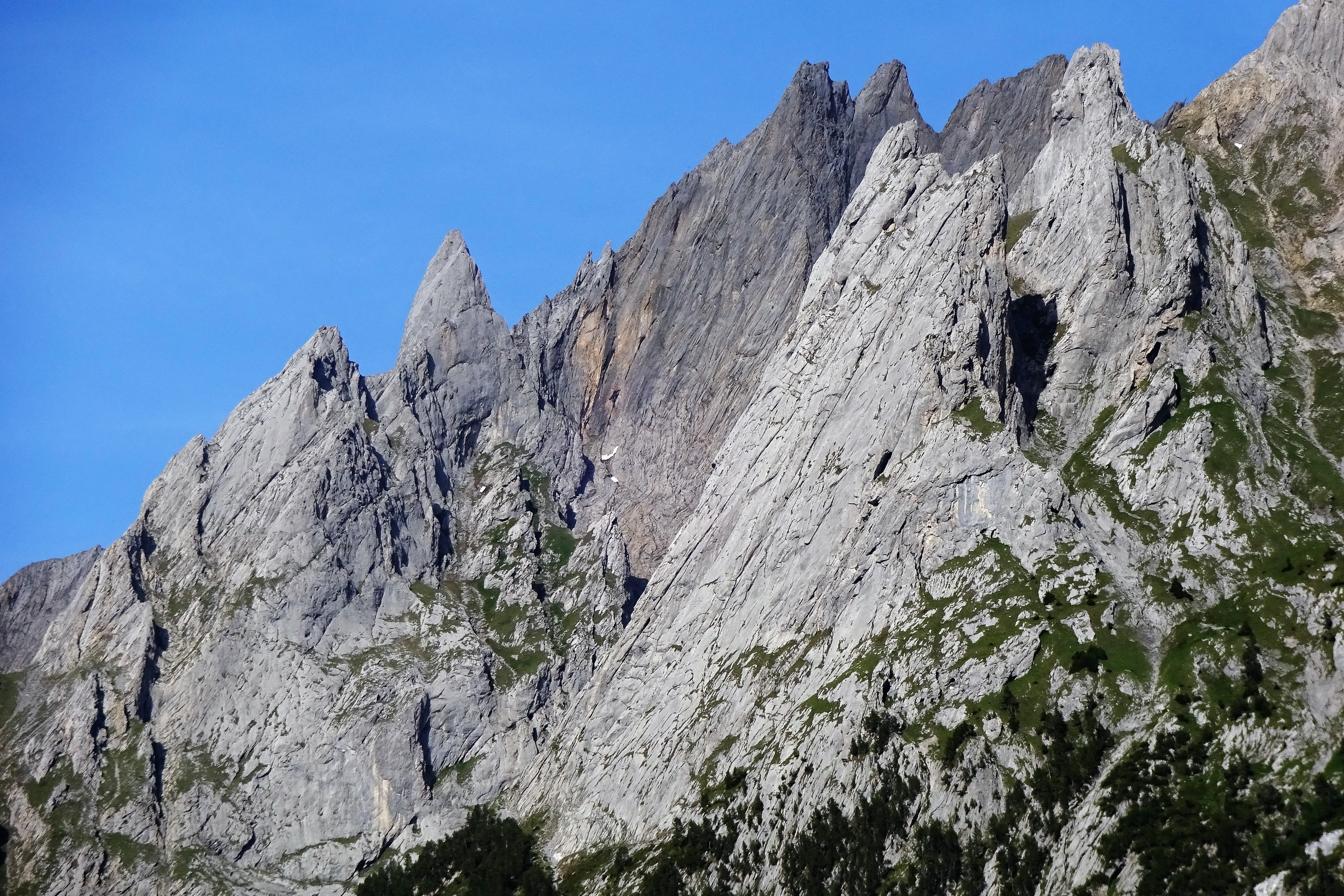
Simelistöcke, crêtes centrale et occidentale avec la Tannenspitze, le Rosenlauistock (arêtes ouest) et les Sattelspitzen vus de l'ouest.